# Jason Bourque
Jason Bourque (né le 6 septembre 1972 à Vancouver, en Colombie-Britannique) est un réalisateur, scénariste, producteur de cinéma et de télévision canadien.

## Filmographie partielle

### Comme réalisateur

#### Cinéma
- 2006 : Nowakowsky: A Forgotten Master (court métrage)
- 2006 : Daingerfield
- 2008 : Dreams of Flight: A Portrait of Sven Johansson (documentaire)
- 2014 : Black Fly
- 2014 : Bird Co. Media (documentaire)
- 2017 : Drone

#### Télévision
- 1999 : Eterne Sangui
- 2000 : Elevare Sangui
- 2002 : Below the Belt
- 2002 : À l'épreuve des flammes (Wildfire 7: The Inferno)  (téléfilm)
- 2003 : Game Over (téléfilm)
- 2003 : Under the Cover (téléfilm)
- 2003 : Easter: The Jesus Mystery (documentaire)
- 2006 : La Dernière Tempête (Dark Storm) (téléfilm)
- 2007 : Termination Point (téléfilm)
- 2008 : Mariage dangereux (Fatal Kiss) (téléfilm)
- 2011 : L'Amour face au danger (Crash Site: A Family in Danger) (téléfilm)
- 2011 : Le Jugement dernier (Doomsday Prophecy) (téléfilm)
- 2012 : Panique sur Seattle (Seattle Superstorm) (téléfilm)
- 2013 : Tornades de pierres (Stonados) (téléfilm)
- 2013 : Music for Mandela (documentaire)
- 2015 : Une enfance volée (Stolen Dreams) (téléfilm)
- 2015 : Sarah a disparu (Stolen Daughter) (téléfilm)
- 2015 : Asteroid Impact (Meteor Assault) (téléfilm)
- 2015 : L'Intuition d'une mère (Her Own Justice)
- 2015 : Ma meilleure amie (Fatal Friends) (téléfilm)
- 2016 : Meurtre à la une (Murder Unresolved) (téléfilm)
- 2016 : Amour et Vignobles (Love in the Vineyard) (téléfilm)
- 2017 : Mon mari veut me tuer ! (Woman on the Run) (téléfilm)
- 2018 : Counterfeiting in Suburbia (téléfilm)
- 2019 : Un sourire assassin (My Wife's Secret Life) (téléfilm)
- 2019 : Jamais je n'oublierai ma fille (A Mother on the Edge) (téléfilm)
- 2020 : L'amour sous les flocons (Amazing Winter Romance) (téléfilm)
- 2020 : Hotwired in Suburbia (téléfilm)
- 2020 : Un sapin de Noël, deux amoureux (A Christmas Tree Grows in Colorado) (téléfilm)
- 2021 : Noël entre nous (Christmas Au Pair) (téléfilm)
- 2021 : My Christmas Family Tree (téléfilm)
- 2022 : La Clé du cœur (Love Improvement) (téléfilm)

### Comme scénariste

#### Télévision

##### Téléfilms
- 2006 : La Dernière Tempête (Dark Storm)
- 2008 : La Terreur du Loch Ness (Beyond Loch Ness)
- 2008 : La Prophétie (Ghouls)
- 2008 : L'Art de la guerre 2 (The Art of War II: The Betrayal)
- 2009 : La Malédiction de Beaver Mills (Wyvern)
- 2009 : À l'aube du dernier jour (Polar Storm)
- 2009 : La Traversée des enfers (Hellhounds)
- 2009 : Phantom Racer
- 2010 : Menace de glace (Arctic Blast)
- 2011 : Borderline Murder
- 2011 : Face à la tornade (Metal Tornado)
- 2011 : Le Jugement dernier (Doomsday Prophecy)
- 2013 : Le Jour de l'Apocalypse (End of the World)
- 2013 : Catastrophe en plein ciel (Collision Course)

##### Documentaires
- 2006 : Shadow Company
- 2008 : Dreams of Flight: A Portrait of Sven Johansson
- 2013 : Music for Mandela

##### Séries télévisées
- 2010 : K-9
- 2015 : The Fixer : Catastrophes programmées (en) (The Fixer)

#### Cinéma
- 2006 : Nowakowsky: A Forgotten Master
- 2014 : Black Fly
- 2017 : Drone

### Comme producteur

#### Cinéma
- 2003 : Art History (court métrage)
- 2014 : Black Fly
- 2017 : Drone

#### Télévision
- 2000 : Elevare Solari (court métrage)
- 2003 : Easter: The Jesus Mystery (documentaire)
- 2006 : Le Pacte : Contérie du mal (Canes) (téléfilm)
- 2015 : Le Clan des Vikings (Viking Quest) (téléfilm)

## Récompenses et distinctions
- 2007 : Leo Award de la meilleure réalisation de documentaire pour Shadow Company avec Nick Bicanic
- 2007 : Leo Award du meilleur scénario de documentaire pour Shadow Company avec Nick Bicanic
- 2015 : Grand Prix du festival du film underground d'Arizona pour Black Fly avec les producteurs Ken Frith et Robyn Wiener